# Alexi Grewal
Alexi Grewal, född den 8 september 1960 i Aspen, Colorado, är en amerikansk tävlingscyklist som tog OS-guld i linjeloppet vid olympiska sommarspelen 1984 i Los Angeles.
Alexi Grewal blev avstängd av USA:s cykelförbund för positivt dopingprov 10 dagar innan OS, men han överklagade till internationella förbundet, som lät honom tävla under utredningsperioden.